# クリスティアン・シュヴェクラー
クリスティアン・シュヴェクラー（Christian Schwegler、1984年6月6日 - ）は、スイス・ルツェルン州エッティスヴィル出身の元プロサッカー選手。現役時代のポジションは、ディフェンダー。
サッカー選手のピルミン・シュヴェクラーは実弟。

## クラブ経歴
2009年夏、レッドブル・ザルツブルクに60万ユーロで移籍。

## タイトル
ザルツブルク
- ブンデスリーガ（5）: 2009–10, 2011-12, 2013-14, 2014-15, 2015-16
- オーストリア・カップ（4）:2011-12, 2013-14, 2014-15, 2015-16